# Marisa Ombra

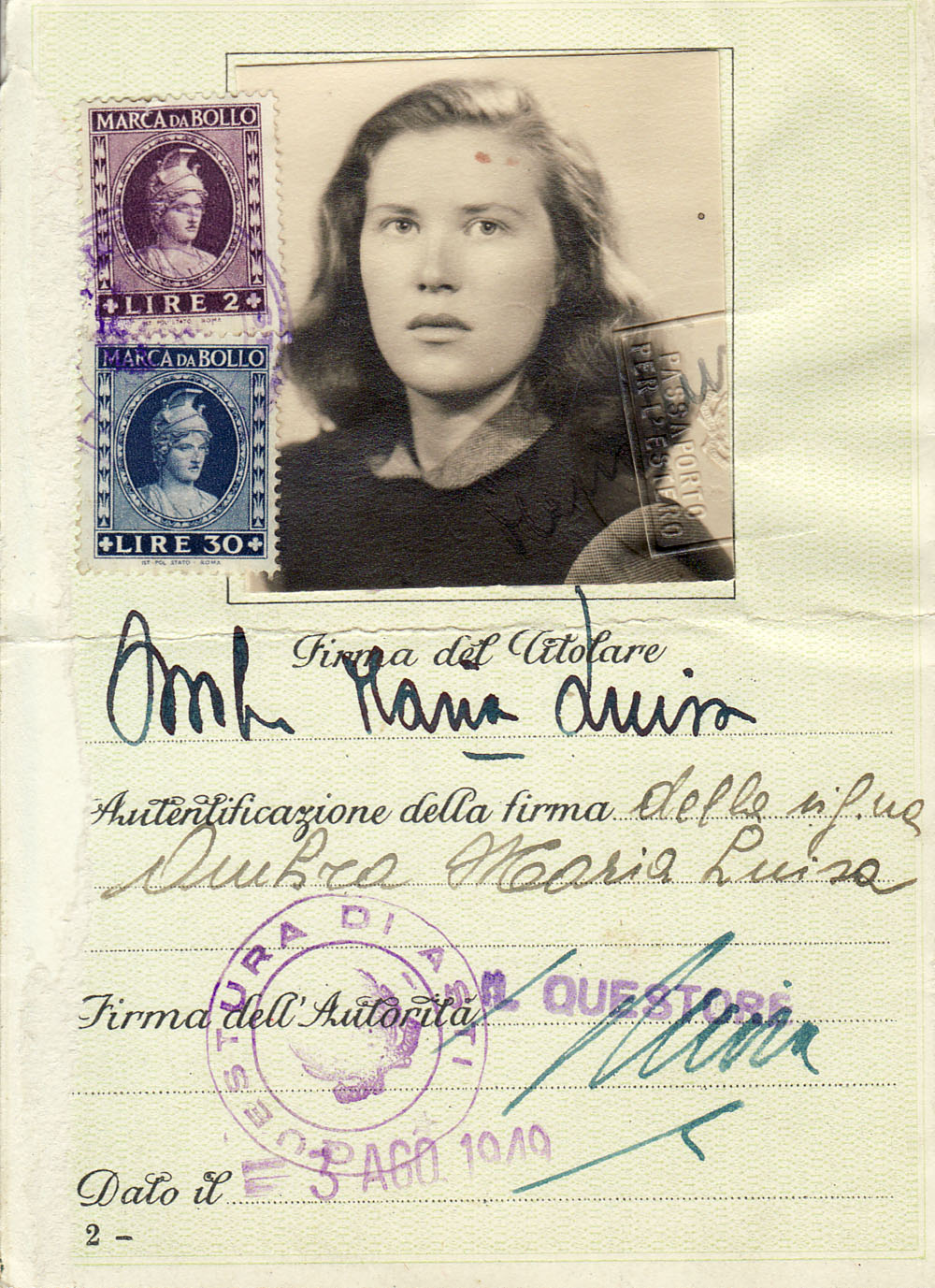
Documento d'identità di Marisa Ombra

(Marisa Ombra, op. cit., pp. 39-40)
Marisa Ombra (Asti, 30 aprile 1925 – Roma, 19 dicembre 2019) è stata una partigiana e scrittrice italiana, dirigente dell'Unione donne italiane (UDI), vice presidente nazionale dell'ANPI, insignita dell'onorificenza di Grande Ufficiale della Repubblica Italiana.

## Biografia
Figlia di Celestino Ombra. operario alla Way Assauto, futuro comandante partigiano e e di Ernesta Cabiati futura partigiana. Si distingue per l'attività militante e organizzativa antifascista, durante e dopo la seconda guerra mondiale.

### La militanza antifascista
(Testimonianza di Marisa e Pini Ombra in E. Bruzzone, G.A. Gianola, M. Renosio, "Giusti e solidali - Non ci sembrava di avere paura...")
La prima esperienza militante, Marisa Ombra, allora sedicenne, la visse nell'inverno 1943 quando con la vecchia macchina da scrivere Remington iniziò, insieme a tutta la famiglia, il lavoro clandestino di produzione de "Il Lavoro", giornale della Federazione comunista astigiana. Venivano battuti a macchina anche i volantini contro la guerra, per l'aumento delle razioni e dell'indennità di contingenza, per la distribuzione del carbone, poche pagine di carta velina, duplicate in modo rudimentale.
"Le copie venivano poi appese, per l'asciugatura, a una gran quantità di fili tesi in ogni direzione nella cucina, che era il luogo dove si viveva studiava e lavorava. Il paesaggio delle nostre serate fu dunque per molti mesi quell'insolito bucato, che al mattino veniva raccolto e consegnato da papà a chi doveva farlo circolare."
Il lavoro di stampa clandestina si intensificò nell'inverno 1943-44, fino agli scioperi di marzo.
"In quei mesi ospitammo clandestinamente a casa nostra G. Gaeta, il compagno che per primo ci parlò di società divisa in classi, di rivoluzione, di Marx e di Lenin, di Sereni e di altri compagni con i quali aveva condiviso fino a pochi mesi prima il carcere. [...] Quelle prime nozioni, forse proprio perché schematiche, chiare e facili, misero in moto le nostre teste e motivarono di ragioni più mature quel che stavamo facendo per puro istinto e un po' per spirito di avventura. Portarono su un piano più ragionato anche la nostra irritazione per la povertà che ci aveva accompagnato fin dalla nascita. Una povertà che non aveva invaso la sfera del pensare e del sentire ma che non per questo era stata meno dura."
Alla vigilia degli scioperi del marzo '44, il lavoro clandestino venne tutto dedicato alla stampa di appelli che si concludevano con la frase:
"Morte all'invasore tedesco e al traditore fascista".
In seguito allo sciopero di marzo, il padre venne arrestato. La sua posizione era piuttosto preoccupante tanto che il partito pensò di organizzare la fuga sua e di altri compagni. La famiglia ne venne informata perché la fuga era molto rischiosa e in caso di fallimento la posizione dei carcerati sarebbe peggiorata, con il rischio di conseguenze anche sui famigliari.
"La fuga avvenne in bicicletta [le nostre due biciclette], a mezzogiorno, come in un film, mentre la città, eccitata e contenta per la beffa giocata ai fascisti, favoleggiava di assalti al carcere con carri armati. [...] Tutto andò secondo i piani, nella notte la polizia venne a prelevare nostra madre che si fece un po' di giorni di carcere. La notte dell'arresto, rimaste sole, divorammo l'intero pentolone di minestra che nostra madre aveva preparato per ogni evenienza e che avrebbe dovuto durare almeno tre-quattro giorni. Non ci sembrava di avere paura; comunque si voglia chiamare quella cosa che sentivamo - tensione emozione o altro - in ogni caso doveva essere grandiosa."
"Il colpo di mano mise in ridicolo la nuova Repubblica Sociale, l'antifascismo clandestino apparve molto più potente e i partigiani molto più organizzati di quel che in realtà non fossero. Le barzellette, che mai erano mancate, si arricchirono di nuove battute."
Nei mesi successivi all'arresto del padre, Marisa, Pini e la madre vissero assediate nella loro casa di corso Alessandria, posta sotto sorveglianza giorno e notte dal regime. I contatti con i compagni e i parenti erano diventati quasi impossibili. In caso di azioni partigiane tutte e tre erano esposte a rappresaglie, così non esitarono ad accettare la proposta di andare nelle Langhe. Nessuna di loro aveva idea di cosa l'attendesse, sapevano solo che in collina faceva freddo ed era oramai autunno inoltrato e dovevano portarsi più vestiti possibile. Per non insospettire la sorveglianza, uscendo con borse o valigie, le tre donne indossarono quanti più abiti potevano sotto i cappotti. Superarono i posti di blocco in uscita dalla città, verso il ponte del fiume Tanaro, inventando di dover andare al funerale di un parente. A Canelli incontrarono il padre e dopo si divisero: Pini e la madre a occuparsi di un centro stampa nelle Langhe, Marisa a fare la staffetta fra Langhe e astigiano e a occuparsi dei Gruppi di difesa della donna.

### Staffetta partigiana - Autunno-inverno 1944-'45
Il lavoro della staffetta partigiana  consisteva soprattutto nel camminare. Il pericolo maggiore per le staffette era di cadere nelle mani dei tedeschi o dei fascisti. Nessuna di loro sapeva come avrebbe reagito alle torture, se sarebbe riuscita a resistere. Di fronte a questo pericolo, tutte le altre difficoltà erano superabili con l'entusiasmo e la sprovvedutezza giovanili, più forti della paura. Superabili i pidocchi, procurati dai teli di paracadute usati come coperte; la scabbia che procurava dolore e prurito; le castagne e le nocciole come unico alimento; le notti passate tra le vigne in fondo valle. Quei sei mesi passati nelle Langhe sono mesi di rastrellamenti e di continui spostamenti, di freddo e di ansia, di marce di notte nella neve attraverso vari itinerari lungo una direttrice di oltre ottanta chilometri, tra le basse colline del Monferrato e le quasi montagne delle Langhe: tra Belveglio, Mombercelli, Cortemilia, Cravanzana, Torre Bormida, Gorzegno, Feisoglio, Serravalle Langhe. Era preferibile camminare di notte e riposare di giorno nelle stalle, messe a disposizione dai contadini.
"Il lavoro della staffetta era un lavoro solitario. Ricevuto l'ordine, era affar suo eseguirlo. [...] Tutto dipendeva dalla prontezza nel capire le situazioni e nel decidere cos'era meglio fare. Il lavoro della staffetta non era solo prezioso, era davvero il più difficile. Richiedeva prontezza di riflessi, capacità di mimetizzarsi e anche di improvvisare e recitare parti che potessero risultare credibili. Richiedeva sangue freddo e lucidità, stare sempre all'erta."
Marisa per un breve periodo di tempo fece da segretaria alla Giunta di governo della Repubblica dell'Alto Monferrato, nella sede di Agliano. Qui venne anche incaricata di organizzare una cellula dei Gruppi di difesa della donna (GDD) che erano la forma, prevista dai partiti del Comitato di Liberazione Nazionale (CLN), per l'organizzazione della difesa e resistenza delle donne. Vi aderivano donne di tutti i partiti del CLN e avevano un programma che andava oltre la soluzione dei problemi causati dalla contingenza del momento,  guardando al futuro con rivendicazioni come il diritto di voto, la parità salariale, l'accesso a tutte le professioni e carriere.
"Penso che chi inventò, costruì e lavorò ai GDD, fece qualcosa che superò largamente i propositi iniziali: quei gruppi furono la rottura della tradizione e una grande scuola di addestramento alla politica. Aprirono la strada alla presa di coscienza, da parte delle donne, di essere persone. Con proprie capacità di pensare e comunicare, di interrogarsi sui problemi che riguardavano il mondo. Fino ad allora, la vita per le donne cominciava e finiva dentro una casa. [...] Ad Agliano, le casalinghe e le contadine presenti alla riunione posero domande della cui importanza sicuramente non si rendeva conto né chi le poneva, né chi vi rispondeva: cos'è la democrazia, cosa sono i partiti, come si fa a distinguerli l'uno dall'altro, come si vota. [...] Non so pensare alle risposte che cercai di dare. Lavorai di immaginazione, raccontai probabilmente ciò che le mie speranze e i miei desideri mi suggerivano. L'unica cosa vera e certa, di cui tutte eravamo più o meno consapevoli, era che si doveva reinventare tutto , costruire una società della quale nessuno aveva esperienza, in un Paese ridotto a tabula rasa non solo sulle strutture materiali. Purtroppo di queste riunioni se ne fecero poche perché il rastrellamento del 2 dicembre concluse la breve vita della Repubblica dell'Alto Monferrato."
Il 2 dicembre 1944 un massiccio e violento rastrellamento nazifascista pose fine all'esperienza della Repubblica dell'Alto Monferrato e causò lo sbandamento di cinque divisioni partigiane. All'arrivo dei tedeschi che stavano occupando la zona, Marisa, incaricata dal comando di una ricognizione per verificare il loro numero, in quale punto si erano dislocati e come fossero armati, attraversò la Piana del Salto, fra Canelli e Santo Stefano Belbo, tra le raffiche di mitra, mentre la gente fuggiva da ogni parte.
“Correvo e pensavo, pensavo e correvo. […] L’ansia di capire cos’era meglio fare in quella occasione impedì alla paura di affacciarsi. Il lavorio del cervello provocò un altro piccolo momento di crescita.”
Resasi conto che il paese di Santo Stefano Belbo era stato completamente svuotato dalla popolazione terrorizzata dall’arrivo dei tedeschi, Marisa cercò di individuare il posto telefonico pubblico, immaginando che fosse l’ultimo punto che i partigiani avrebbero abbandonato. Infatti, lì trovò una camionetta di partigiani con il motore acceso, in procinto di lasciare la zona. Con grande sorpresa sulla vettura ritrovò il padre di cui non aveva notizia da mesi. Doppio evento fortuito, in quanto non essendo conosciuta e potendo essere scambiata per una spia, difficilmente sarebbe stata presa a bordo e portata in salvo.

### Gli episodi più drammatici dell'esperienza partigiana
"Un giorno di primavera del '45 (erano le ultime settimane di guerra, le brigate nere inferocite attraversavano incolonnate il paese di Belveglio e se ne andavano lasciando sulla strada i cadaveri dei ragazzi che avevano scovato. Ricordo quanto fosse sconvolgente questa cosa: li spogliavano delle scarpe e li lasciavano così), in uno di quei giorni, l'intera popolazione maschile di Belveglio venne radunata sulla piazza, mitragliatori puntati, e le venne intimato di dire dove erano le tre donne di cui erano state trovate tracce in una grotta, tra le vigne. Le tracce erano carte di identità, volantini, macchine da scrivere, vestiti, tutto l'armamentario di un centro di produzione stampa. Le tre donne erano mia madre, mia sorella ed io; da due giorni e due notti stavamo scappando da una vigna all'altra, tenendo d'occhio il movimento delle squadre nere che perlustravano i sentieri davanti e sopra di noi. La gente non parlò, pur sapendo benissimo dove eravamo, dove potevamo essere. E noi dovemmo la vita proprio a questo intero paese che scelse il silenzio."
Un secondo episodio mise a rischio la vita stessa di Marisa, Pini e la mamma.
“Il momento per cui, se ci penso, ancora mi tremano le gambe è stato a Gorzegno. Ero di passaggio e avevo trovato la mamma e mia sorella a ciclostilare volantini [...], quando arriva una staffetta garibaldina: «Ci sono le brigate nere, scappate». Noi buttiamo in un pozzo volantini, macchina per scrivere e ciclostile. Mia mamma ci suggerisce di nasconderci in un fienile: «Se ci trovano in tre, ci separano, ci fanno domande e magari una contraddice l’altra». Resta lei ad affrontare le brigate nere. Che le chiedono a bruciapelo: «Lei è la moglie del comandante?». «No, io sono una semplice sfollata». Dal nostro nascondiglio nel fienile io e mia sorella vediamo tutto. […] La mettono al muro. Il mitragliatore sul treppiede. […] Non sappiamo se restare o uscire allo scoperto. […] Il terrore nel respiro che si spezza. […] Ognuna di noi due aveva messo in conto il rischio di perdere la propria vita. Ma vedere la mamma ammazzata non era tollerabile. […] Mentre tutto questo ci passa per la testa, piomba lì una staffetta delle brigate nere: «Arrivano i partigiani». Le brigate nere scappano e noi restiamo libere.”
Il terzo episodio raccontato da Marisa è una storia a lieto fine, ma che avrebbe potuto avere un esito drammatico.
"Blocco a Quarto d'Asti, divise strane, poteva trattarsi di brigatisti neri travestiti da partigiani o viceversa. Fermo ed interrogatorio; mio barcamenarmi, evidentemente così poco diplomatico che dopo pochi minuti mi trovai davanti ad un comando, se ben ricordo a Migliandolo. Era un comando partigiano, convinto a quel punto di avere davanti a sé una spia delle brigate nere. La cosa doveva essere brutta brutta perché a un certo punto mi emozionai e tirai fuori il fazzoletto. Fu il fazzoletto a salvarmi perché venne riconosciuto dal distaccamento come appartenente ad una partita di biancheria distribuita a tutti noi proprio in quei giorni."

### 25 aprile e oltre
"Dopo la Liberazione, le donne subirono una forte delusione perché si resero conto che non solo la loro azione era stata tenuta nell'ombra, mentre era stato esaltato l'eroismo degli uomini, ma capirono che i compagni non volevano dividere con loro il merito. [...] Credo sia vero che il 25 aprile è stato vissuto con molta gioia, ma anche con malinconia: era la fine di una trasgressione, il ritorno a una norma che certo non sarebbe più stata la stessa di prima del '44, ma non avrebbe più avuto quella intensità di scoperte che la Resistenza aveva reso possibile. Per noi ragazze non si trattava di una scoperta generazionale, ma di una vera e propria rottura storica."
L'impegno di Marisa e di tutta la sua famiglia non finì con la fine della guerra e si trasformò in militanza politica che assorbì completamente soprattutto le due sorelle e il padre Tino. Come molti altri ragazzi che avevano fatto la Resistenza, anche loro dedicarono tutte le energie al partito, come rivoluzionari di professione, unico modo di dare senso alla propria esistenza. Marisa entrò nel Partito comunista italiano nel 1944 e ne uscì il giorno della svolta della Bolognina. Fece la funzionaria del PCI prima e dell'UDI poi. Nell'immediato dopoguerra il lavoro del funzionario comunista in una piccola città di una provincia rurale come Asti era molto difficile.
"Asti era un piccolo capoluogo immerso in una campagna di piccoli proprietari coltivatori diretti, produttori di vino. Lontani da tutto e diffidenti rispetto a tutto. [...] Isolati nelle loro cascine o nelle loro case, contavano esclusivamente sulla propria capacità di faticare. [...]Nelle campagne elettorali e in altre occasioni erano d'obbligo i comizi. Salvo che in pochissimi comuni, questi comizi si svolgevano in piazze deserte."
Il 2 giugno 1946, al referendum istituzionale, nella città di Asti aveva vinto la repubblica, ma nel territorio della provincia la maggioranza aveva votato per la monarchia. Lo sconforto di Marisa si accrebbe ulteriormente dopo le elezioni politiche del 18 aprile 1948 che, dopo una campagna elettorale che venne definita di "un'aggressività inaudita", decretò la vittoria della Democrazia Cristiana.
Per avvicinarsi alle donne delle campagne, orientate politicamente verso la DC dal lavoro capillare dei parroci, in prima linea nella demonizzazione degli avversari politici dei partiti della sinistra, a Marisa venne in mente di fondare una Associazione Donne della Campagna che ebbe un discreto successo nell'organizzare gruppi di donne in una ventina di comuni. Donne che fino ad allora erano vissute isolate cominciarono a parlare di sé e delle proprie vite.
Nel 1948 Marisa Ombra faceva politica in Piemonte: come funzionaria e responsabile femminile della Federazione comunista astigiana, era chiamata "La Pasionaria" per le sue doti politiche e per lo slancio che caratterizzava il suo impegno totalizzante per la rivoluzione, così com'era già avvenuto ai tempi della Resistenza che aveva visto in lei una delle più giovani staffette partigiane ed un'organizzatrice clandestina di prim'ordine."
Nella primavera del 1950 mancò la madre, aveva 48 anni.
"Così non ci fu dato il tempo di trovare con lei, come avvenne invece con nostro padre negli anni più distesi della nostra e della sua maturità, il momento di raccontarsi, dello scoprirsi, del ragionare fra persone adulte in un rapporto da pari a pari. Questo sapere così poco di lei, ci ha angosciato molto, dopo la sua morte e ha reso insopportabile un dolore che continuò acutissimo oltre ogni ragionevole durata."
Il 1956 fu un anno di svolta politica e personale:  il rapporto di Kruscev sui crimini di Stalin che fece crollare molte certezze politiche, l'incontro sentimentale della sua vita e il licenziamento del Partito. Le ragioni del suo allontanamento non furono politiche, ma private. In quegli anni Marisa lavorava a Torino e aveva conosciuto il giornalista dell'Unità Giulio Goria, separato dalla moglie, in anni in cui il divorzio non esisteva e non era accettato neanche dal PCI. La frequentazione e poi la convivenza con l'uomo, che nel 2000 sarebbe diventato suo marito, non venne tollerata dal partito che decise di allontanarla.

### Il periodo romano - Gli anni dell'UDI
Il trasferimento del compagno, che Marisa seguì, al quotidiano romano "Paese Sera", inaugurò il periodo romano della sua vita e della sua attività politica. Qui trovò solidarietà e aiuto a rientrare nel lavoro politico. Prima lavorò come funzionaria al gruppo parlamentare comunista della Camera dei deputati guidato da Gian Carlo Pajetta, poi, nel 1960, passò all'UDI nazionale e nel 1970 era presidente della Cooperativa “Libera stampa”, editrice del settimanale  "Noi donne", dove rimase fino all'anno della pensione il 1984.
"Se penso a cosa è stata l'UDI per me, mi viene in mente un corteo, alla cui organizzazione avevo lavorato. Un corteo immenso di donne che lanciavano slogan e cantavano. a Largo Argentina uscii dalle file e mi appostai sul marciapiedi per vederlo sfilare. Verificare quante erano venute. Coglierne con uno sguardo d'insieme l'efficacia. L'impatto con la città. [...]Per me l'UDI è stata quella cosa lì. Sempre. Il sentimento di appartenenza a qualcosa di potente, l'affetto per tutte. Quel sentirsi insieme, tante, determinate a volere la stessa cosa, mi commuove ancora."
Da pensionata continuò a collaborare per l'UDI, lavorando alla costruzione dell’Archivio nazionale e alla Associazione nazionale Archivi UDI.
Nel 2006 è stata insignita del titolo Grande Ufficiale della Repubblica.

### Partecipazione all'ANPI
Marisa Ombra comincia a partecipare attivamente alle riunioni della dirigenza nazionale ANPI nel 2009. Dal maggio 2009 si occupa di numerose iniziative dell’ANPI dedicate alla fondamentale partecipazione delle donne alla Resistenza.
Il 16 aprile 2011 viene eletta componente del Comitato Nazionale ANPI, il massimo organo dell’Associazione e viene eletta Vice Presidente Nazionale ANPI; Il 25 maggio entra a far parte della Segreteria Nazionale. È componente del Coordinamento Donne ANPI. Nel 2016, dopo il 16º Congresso Nazionale ANPI tenutosi a Rimini,  viene confermata Vice Presidente Nazionale e componente della Segreteria Nazionale. Nel marzo 2017, Marisa Ombra formalizza le sue dimissioni dalla Segreteria Nazionale ANPI. Motiva la decisione con una ragione tanto banale quanto umana: gli acciacchi dovuti all’età. Rimane in Vicepresidenza e nel Comitato Nazionale, portando sempre il suo prezioso contributo. È stata componente del Comitato Nazionale ANPI e Vice Presidente Nazionale ANPI, seguendo sempre con grande attenzione le attività dell’Associazione, in particolare l’impegno contro i risorgenti neofascismi. Sono decine e decine gli incontri di Marisa Ombra con gli studenti delle scuole, organizzati dai Comitati provinciali e dalle Sezioni ANPI in tutta Italia. Tra le ricerche e i convegni principali realizzati con il suo contributo, ne indichiamo solo alcuni sulla partecipazione femminile alla lotta di Liberazione, sui Gruppi di Difesa della Donna (GDD) e sulla Ricostruzione nel secondo dopoguerra.
Marisa Ombra ha anche fatto parte della direzione editoriale di Patria Indipendente, il giornale dell’ANPI e ha firmato alcuni articoli incentrati sul ruolo importantissimo, ma spesso sottaciuto, delle donne nella Resistenza. Nel settembre 2015 la rivista diviene online, Ombra firma alcuni articoli sulle staffette partigiane, la battaglia delle donne per il voto, e sull’attualità.

## Pubblicazioni
- "Non ci sembrava di avere paura..." Testimonianza di Marisa e Pini Ombra in E. Bruzzone, G.A. Gianola, M. Renosio, "Giusti e solidali", Istituto per la storia della Resistenza e della Società contemporanea in Provincia di Asti. Alessandria, Edizioni dell'Orso, 1992.
- Testimonianza di Marisa Ombra in Staffette, film in DVD, regia di Paola Sangiovanni.  Roma, Metafilm srl, 2006.
- Marisa Ombra, Donne Resistenza: una sconvolgente scoperta. In Contadini e partigiani. Atti del convegno storico (Asti, Nizza Monferrato, 14-16 dicembre 1984) Istituto per la Storia della Resistenza in Provincia di Asti. Edizioni dell'Orso. Alessandria, 1986
- Donne manifeste, a cura di Marisa Ombra, l'Udi attraverso i suoi manifesti 1944-2004, Milano, Il Saggiatore, 2005.
- Marisa Ombra, Tilde Capomazza, 8 marzo: una storia lunga un secolo, Roma, Iacobelli Editore, 2008.
- Marisa Ombra, La bella politica. La Resistenza, "Noi donne", il femminismo, Prefazione di Anna Bravo, Torino, Edizioni SEB27, 2009.
- Marisa Ombra, Libere Sempre. Una ragazza della Resistenza a una ragazza di oggi, Torino, Einaudi, 2012
- Marisa Ombra, Il mio pensiero libero. In Donne della Repubblica, Bologna, Il Mulino, 2016
- Marisa Ombra, La giornata di una staffetta partigiana, Milano, Unione femminile nazionale, 3013.